# Bach & synové
Bach & synové (v originále Bach & Sons) je divadelní hra Niny Raine z roku 2021. Autorka v ní s uměleckou licencí popisuje životní příběh Johanna Sebastiana Bacha.
Světová premiéra se uskutečnila v Bridge Theatre v Londýně 23. 6. 2021. Nicholas Hytner do titulní role obsadil Simona Russella Bealeho.
První uvedení mimo Britské ostrovy připravil pro Divadlo na Vinohradech režisér Juraj Deák. Premiéry 16. 5. 2023 se zúčastnila i sama autorka. V roli Bacha pohostinsky vystoupil Radek Holub, jeho starší syny ztvárnili Ondřej Brousek a Marek Lambora. Role Marie Barbary, manželky Johanna Sebastiana, byla poslední rolí Simony Postlerové před její náhlou smrtí v květnu 2024. Nově roli nastudovala Zuzana Vejvodová.

## České překlady
- 2021 Bach a synové, Jitka Sloupová

## Obsah

### Postavy
- Johann Sebastian Bach
- Maria Barbara Bachová, manželka Johanna Sebastiana
- Anna Magdalena Wilckeová, pozdější druhá manželka Johanna Sebastiana
- Karl Filip Emanuel Bach, syn Johanna Sebastiana a Marie Barbary
- Vilém Friedemann Bach, syn Johanna Sebastiana a Marie Barbary
- Johann Gottfried Bernhard Bach, syn Johanna Sebastiana a Marie Barbary
- Katharina, sestra Marie Barbary
- Bedřich Veliký

### Děj
Děj se odehrává v 18. století na území tehdejší Svaté říše římské. Johann Sebastian Bach jako mnozí jiní velikáni obětovává hudbě mnohé – vždyť netvoří pro člověka, ale pro Boha. Jeho manželka Maria Barbara truchlí nad úmrtími dětí, k čemuž se přidává její podlomené zdraví. V otcově stínu stojí jeho dva nejstarší synové – Vilém Friedemann, talentovaný, ale pro svůj bohémský život neúspěšný, a Karl Filip, jenž talent nahrazuje pílí.  

## České divadelní inscenace

### Soupis
- 2023  Bach & synové, Divadlo na Vinohradech, překlad: Jitka Sloupová, režie: Juraj Deák, v hlavních rolích: Radek Holub, Marek Lambora, Ondřej Brousek

### Galerie z inscenace Divadla na Vinohradech

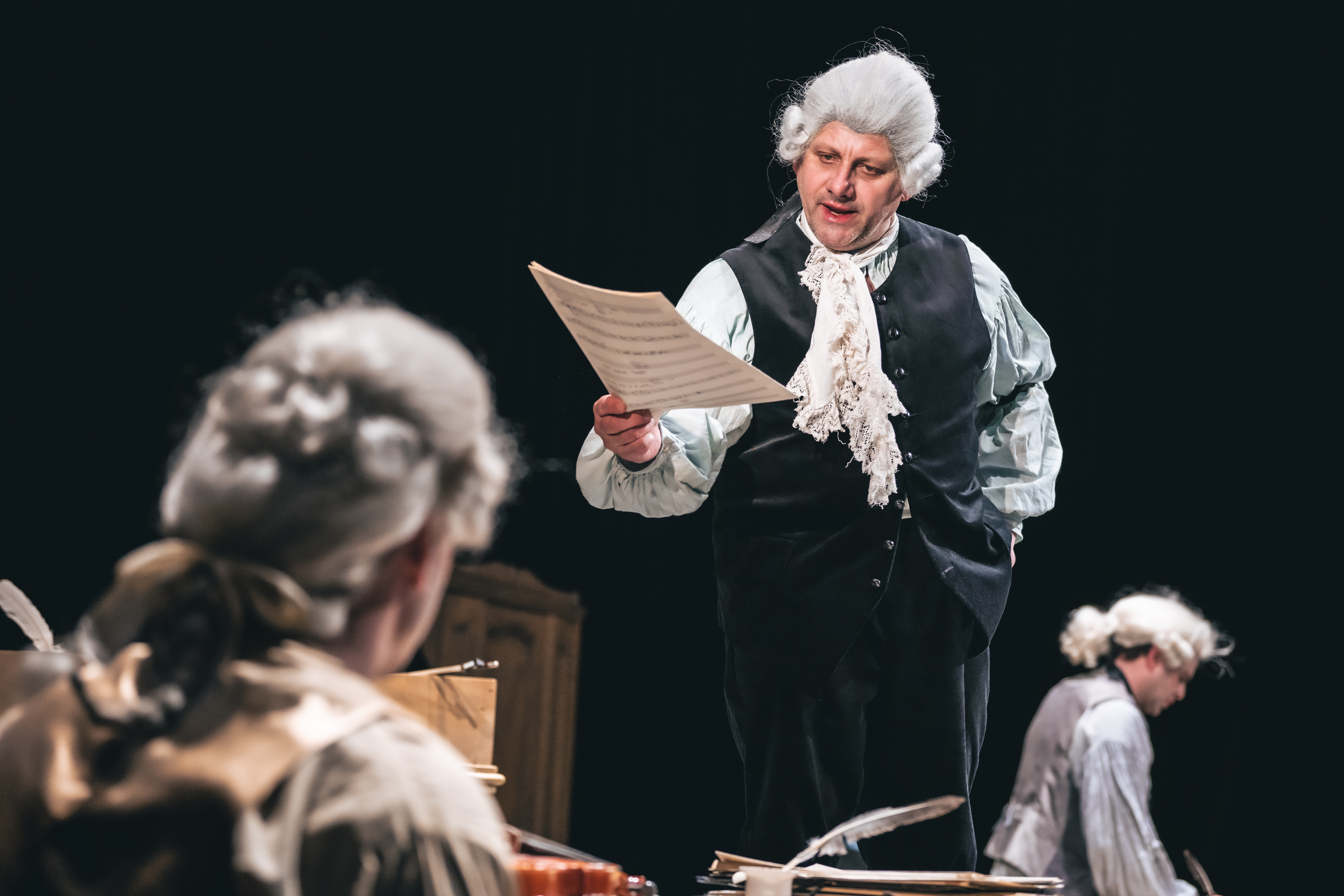
Radek Holub jako Johann Sebastian
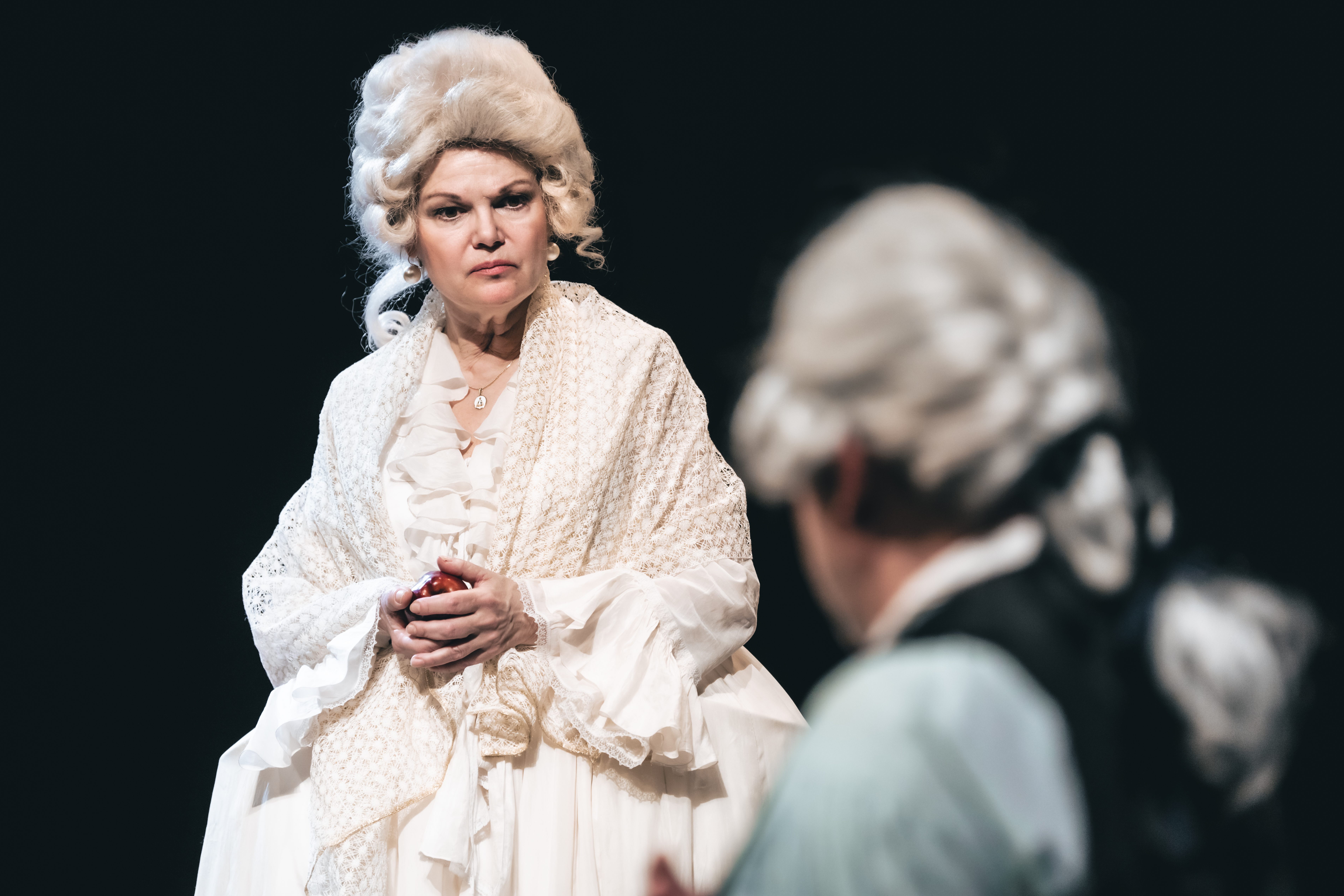
Simona Postlerová jako Maria Barbara
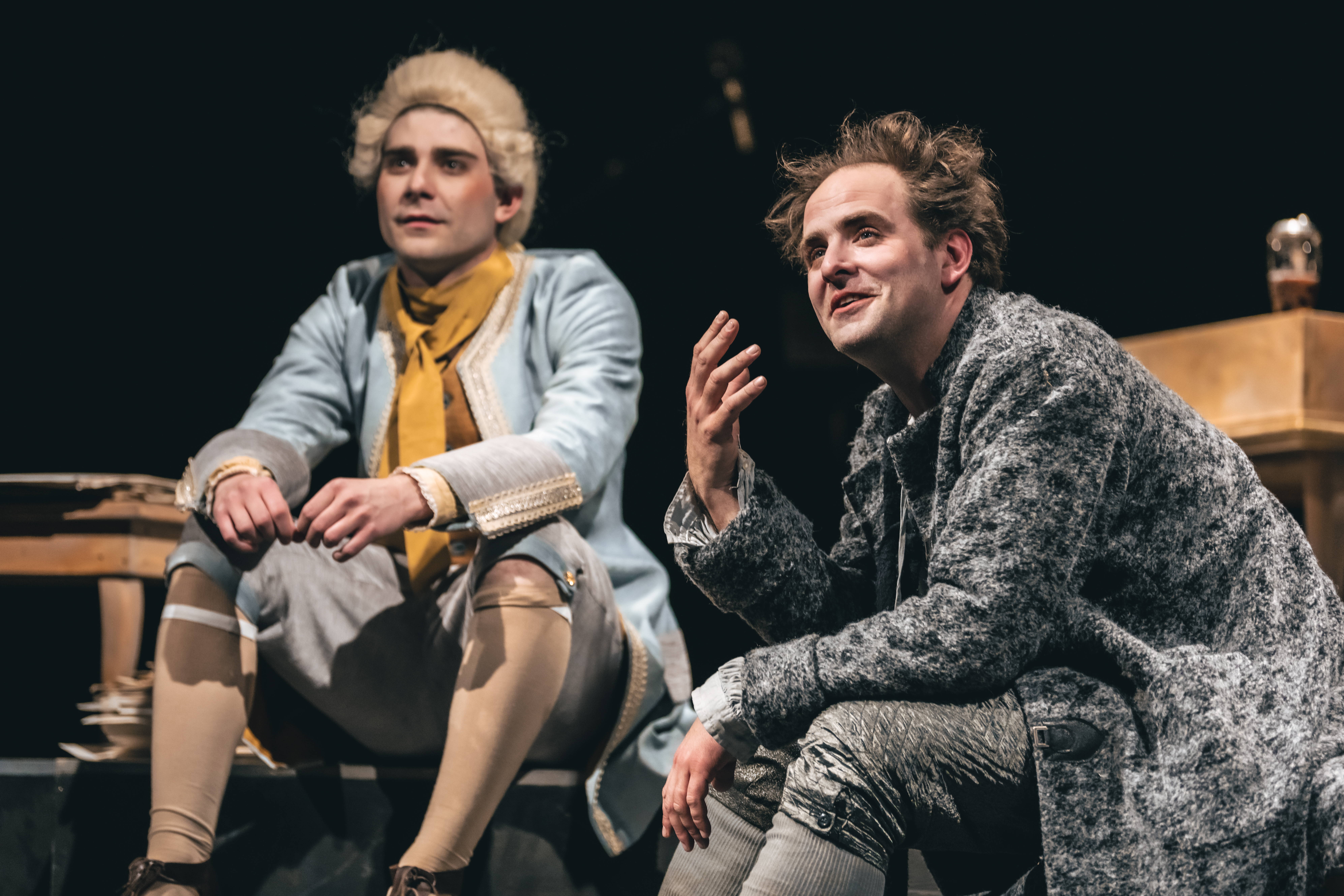
Ondřej Brousek jako Vilém Friedemann
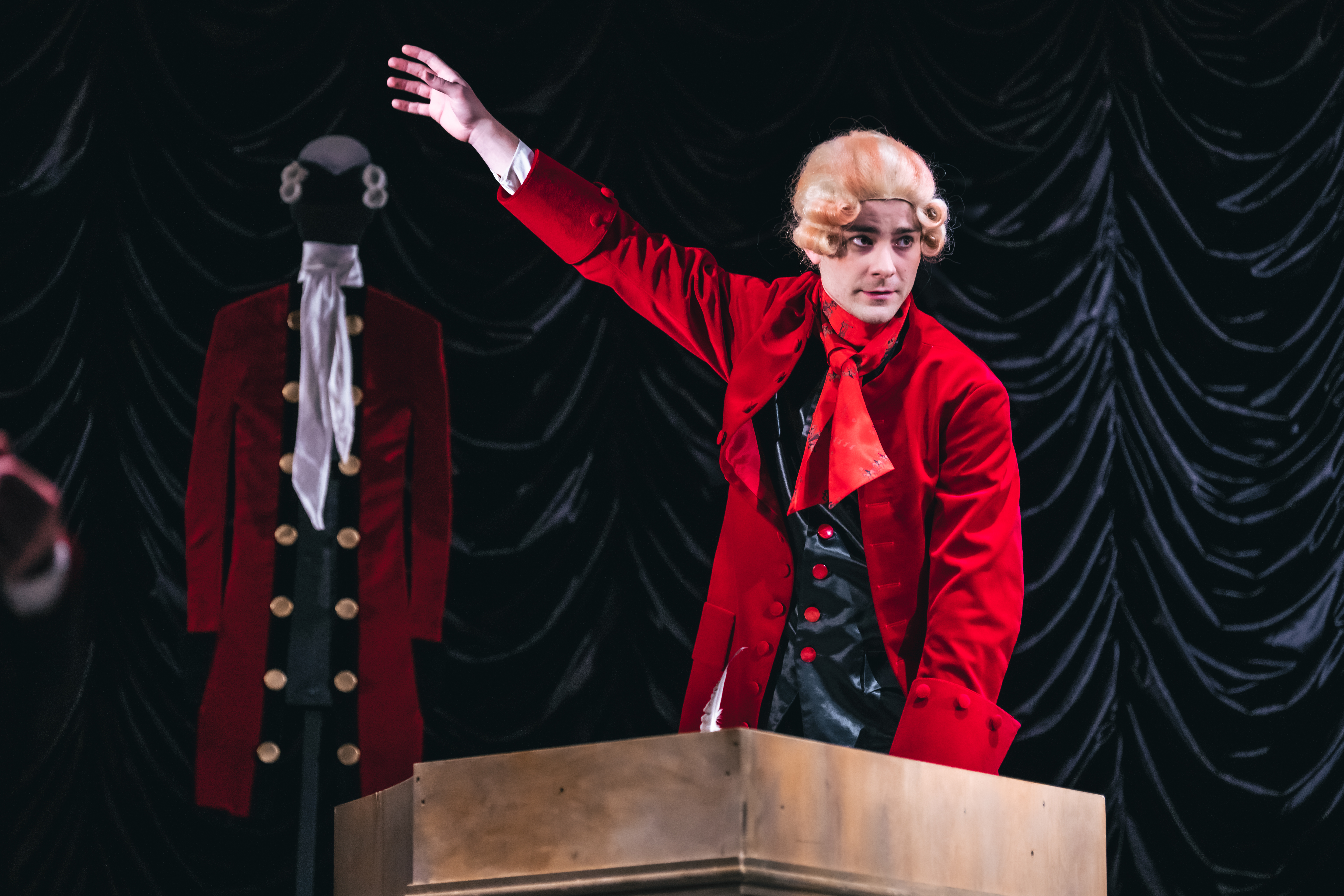
Marek Lambora jako Karl Filip
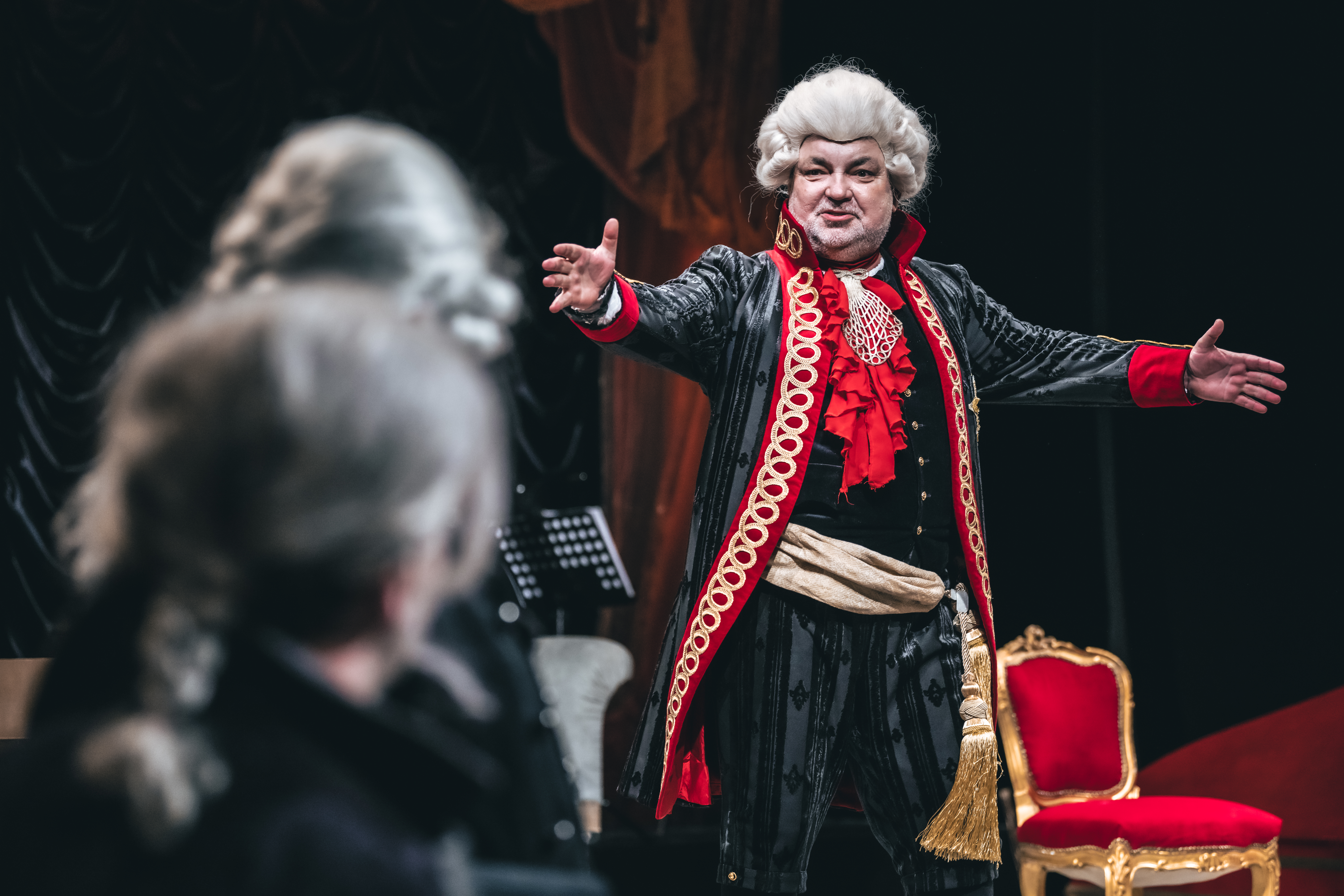
Václav Svoboda jako Bedřich Veliký